# Cromosoma 8
El cromosoma 8 és un dels 23 parells de cromosomes dels éssers humans. Posseeix uns 155 milions de parells de bases i representa entre el 4,5-5% de l'ADN total.
La identificació de gens en cada un dels cromosomes s'obtenen per mitjans de diferents mètodes, la qual ocosa dona lloc a petites variacions en el nombre de gens estimats en cada cromosoma, segon el mètode utilitzat. S'estima que el cromosoma 8 conté entre 700 i 1000 gens.

## Gens

Imatge del cromosoma 8 humà.

A continuació s'indiquen alguns dels gens localitzats en el cromosoma 8:
- FGFR1: Receptor 1 del factor de creixement de fibroblastos.
- GDAP1: Proteïna 1 associada a la diferenciació induïda per gangliódisos.
- LPL: Lipoproteïna lipasa.
- MCPH1: Microcefalia, autosòmica recessiva 1.
- NDRG1: N-myc downstream regulated gene 1.
- NEF3: Neurofilament 3 (150 kDa mitjà).
- NEFL: Neurofilament, polipèptid lleuger, 68 kDa.
- SNAI2: Homòleg 2 de snail (Drosophila).
- TG: Tiroglobulina.
- TPA: Activador tissular de plasminogen.
- VMAT1: Transportador vesicular de monoàmines.
- WRN: Helicasa dependent d'ATP.

## Malalties associades
A continuació s'indiquen algunes de les malalties directament relacionades amb gens que es troben dins el cromosoma 8:
- Limfoma de Burkitt.
- Malaltia de Charcot-Marie-Tooth tipus 2.
- Malaltia de Charcot-Marie-Tooth tipus 4.
- Hipotiroïdisme congènit.
- Deficiència de lipoproteïna lipasa.
- Microcefàlia primària.
- Exostosi múltiple hereditària.
- Síndrome de Pfeiffer.
- Síndrome de Rothmund-Thomson (poiquilodèrmia congènita).
- Esquizofrènia, associada al locus 8p21-22.